# Pedra paesina

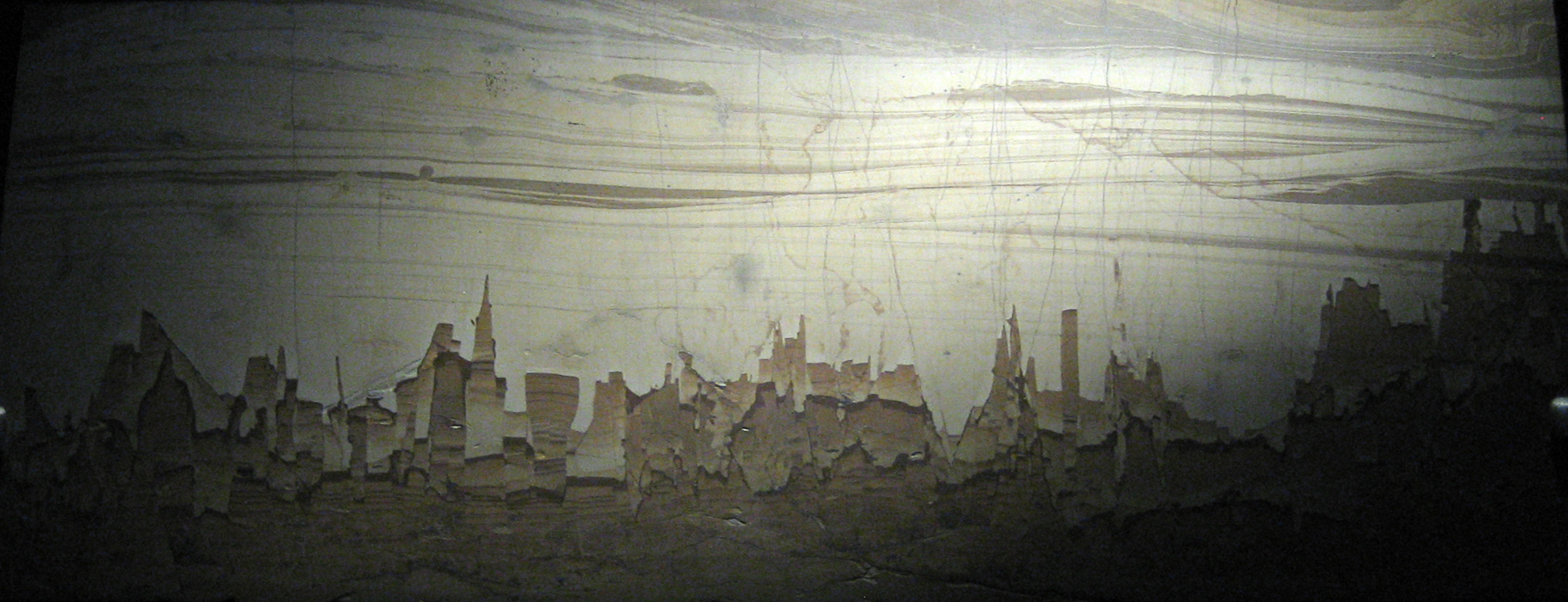
Pedra paesina exposada en el Museu d'Història Natural de Londres

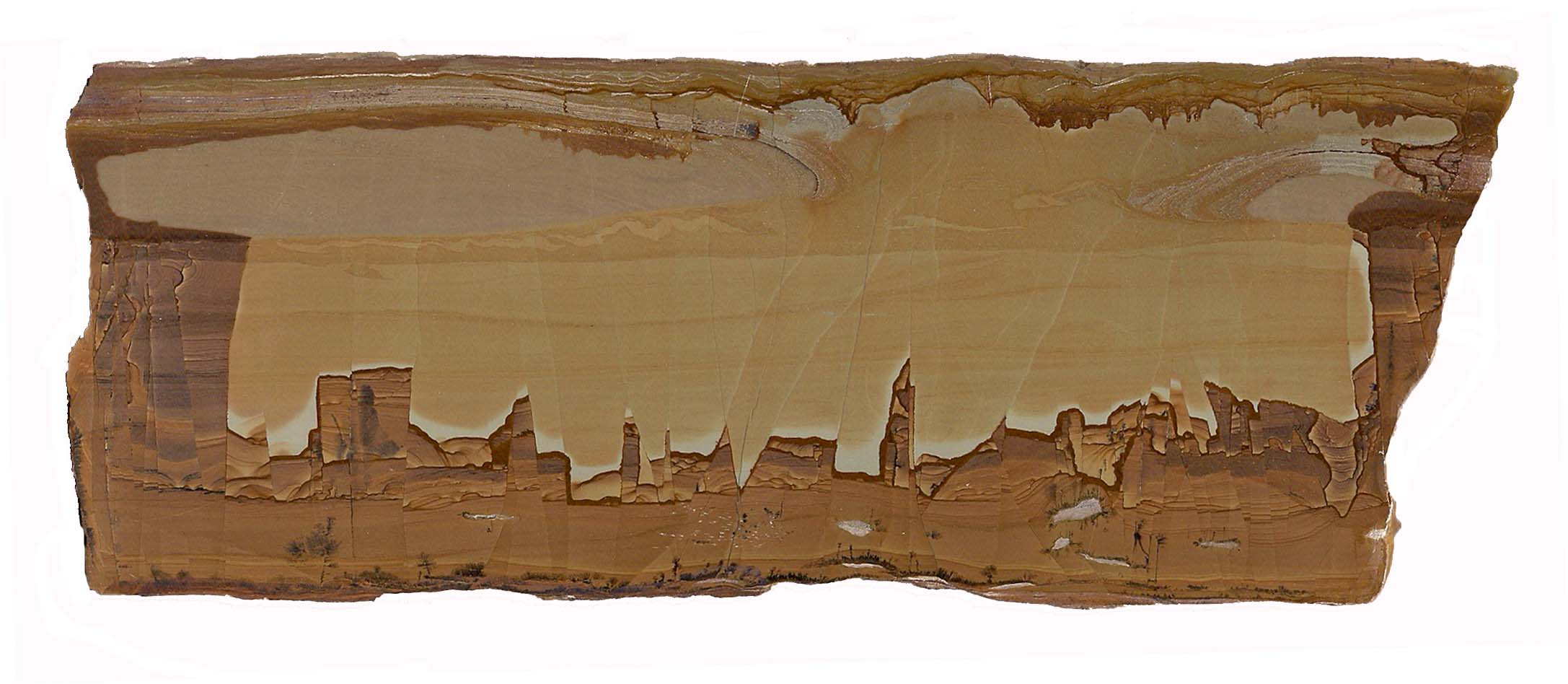
Pedra paesina que simula el perfil d'una ciutat

La pedra paesina, també anomenada marbre ruïniforme o calcària ruïniforme, és un tipus de pedra calcària natural amb component argilenc, que es caracteritza per estar infiltrada per materials ferruginosos a través d'esquerdes, la qual cosa li confereix un aspecte irregular característic, similar als anells de Liesegang, de tal forma que quan es talla la pedra en plaques planes, imita un paisatge o una ciutat o edifici en ruïnes. S'obté de pedreres situades a la regió de la Toscana a Itàlia i s'empra fonamentalment per a fins ornamentals, per a decoració de mobles, objectes d'escriptori o fons de pintures.

## Geologia
El procés geològic que va originar aquestes roques es remunta a l'Eocè, fa cinquanta milions d'anys, les roques calcàries superficials es van anar infiltrant a través de petites fissures, per aigües impregnades amb òxids o hidròxids de ferro i manganès, provocant la formació de dibuixos de formes capritxoses en tons vermellosos o verdosos.